# Samaritanos
Los samaritanos (en hebreo שומרונים (Shomronim) en árabe السامريون (as-Sāmariyyūn) son un grupo étnico y religioso que se considera descendiente de las doce tribus de Israel. Hablan árabe o hebreo moderno. Para sus ceremonias religiosas utilizan el hebreo samaritano o el arameo samaritano.

## Historia

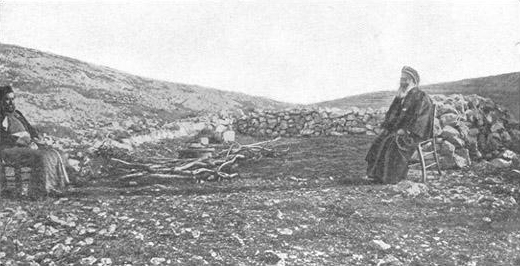
Culto Samaritano en el Monte Garizim en 1900.

Según la tradición, son descendientes de Manasés y Efraím, hijos de José. En el año 926 a. C., las tribus del norte se rebelaron contra el rey Roboam, hijo de Salomón. De esta rebelión surgieron dos reinos: el de Israel, en el norte, con su capital en Siquem (hoy Nablus) y el de Judá, en el sur, con su capital en Jerusalén. En el año 875 a. C. el rey de Israel, Omrí, trasladó la capital a Samaria.
En el año 740 a. C. los asirios conquistaron a las diez tribus de Israel. La Biblia cuenta que el pueblo original marchó al exilio (en realidad solo la élite intelectual) y fue reemplazado por gente foránea a quien se le dio cierta instrucción religiosa similar a la judía. Aunque el nuevo pueblo samaritano originado con esta mezcla, reconocía la Torá, fue despreciado por el pueblo judío. En realidad solo la élite eclesiástica e intelectual sufrió el exilio asirio. Al sustraerse del pueblo a los depositarios del saber más ortodoxo, este generó liderazgos con una tradición judaica, pero distinguida de la ortodoxia reemplazada, lo que fue explicado por las élites desarraigadas como una mezcla ilegítima. 
Entre el siglo IV a. C. al VIII d. C. la lengua samaritana fue una rama occidental del idioma arameo, usada comúnmente para hablar y escribir, produciéndose entonces la traducción del Targum samaritano. Luego, en el habla corriente fue desplazada por el árabe y en los escritos fue muy influida por el árabe y también por el hebreo.

## Creencias

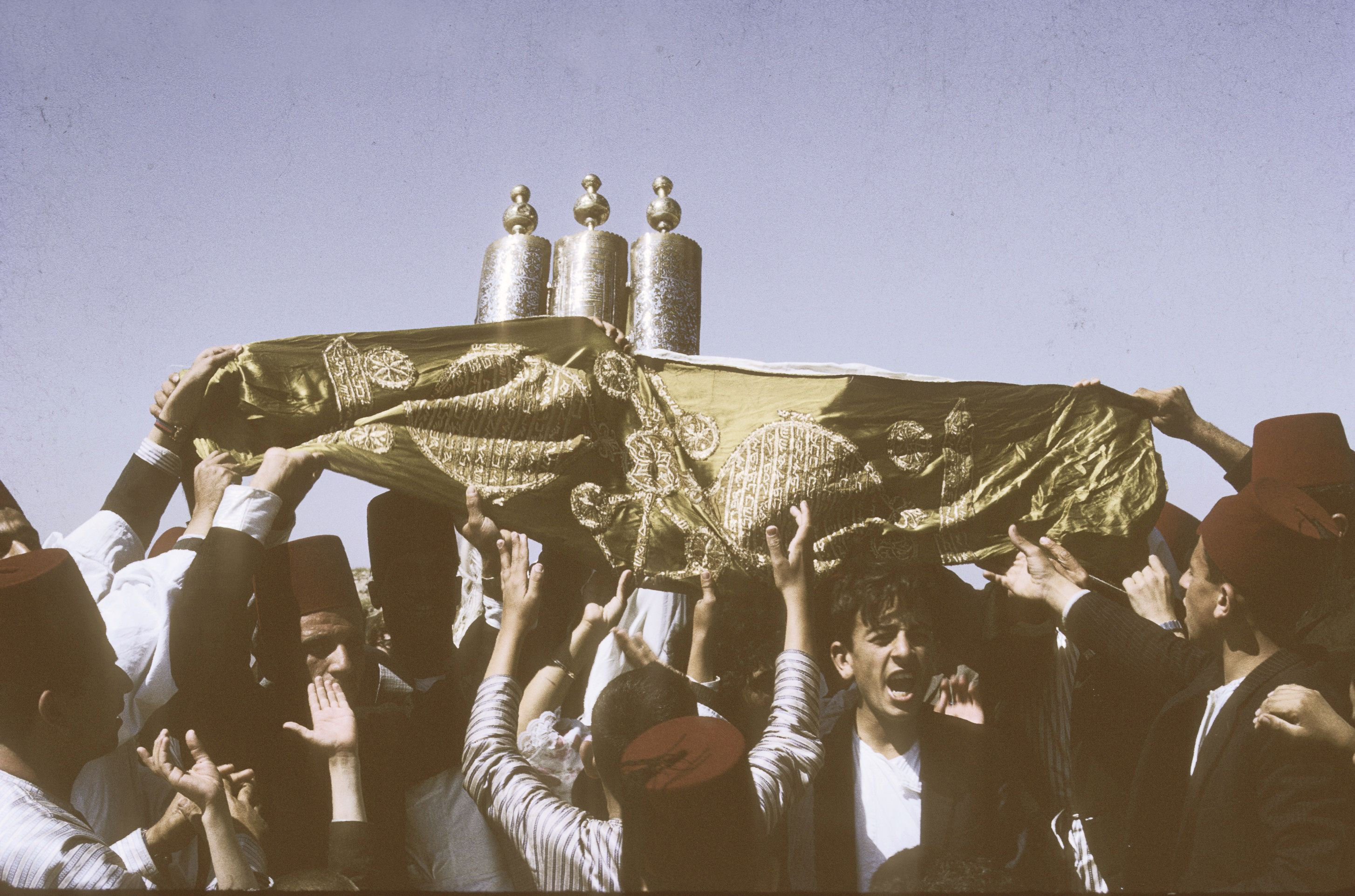
Creyentes samaritanos celebrando la entrega de la Torá en el monte Gerizim cerca de Nablus 1984 De la colección Dan Hadani La Biblioteca Nacional de Israel

El Memar Marqah es el texto más importante para los samaritanos, después del Pentateuco y es la fuente teológica más antigua de la tradición samaritana. Formula cinco creencias fundamentales.
- Solo Yahveh es Dios y no hay nadie como Él.
- Moisés fue el profeta por excelencia elegido por Dios.
- Observar la Ley dada por Yahveh a Moisés. Los samaritanos son guardianes de la Ley.
- El monte Garizim o Guerizín es santo, la casa de Dios (Génesis), lugar escogido por Él para su santuario, el ombligo del mundo (Jueces).
- La venida del Ta'eb, el restaurador de todas las cosas, iniciará la época de la venganza y recompensa. El santuario del monte Garizim será restaurado, los impíos serán destruidos y los justos serán premiados (Deuteronomio 32:35).

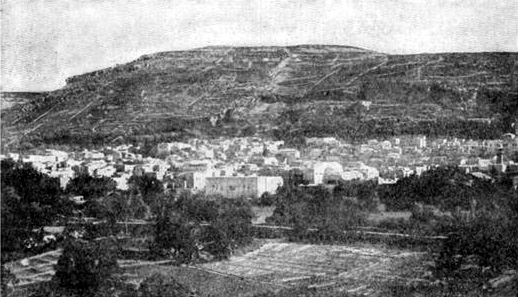
Monte Garizim.
Desde 1906 se realizan [//upload.wikimedia.org/wikipedia/en/7/7a/Grizim_archiology3.jpg excavaciones arqueológicas.

Según las Crónicas Samaritanas, la separación de los judíos fue causada por el sacerdote Elí, que decidió ir a Silo a construir un santuario para rivalizar con el de Garizim. Dicen que los propios judíos reconocen la corrupción que reinaba en ese santuario (1 Samuel 2:12-17). Aseguran que los sacerdotes de Garizim se opusieron a la designación del rey Saúl, quien luego, como monarca, destruyó el santuario de Garizim. Dicen que los samaritanos se opusieron tanto a los reyes de Judá como a los reyes del norte de Israel. Cuando fue destruido el reino del norte de Israel por los asirios, una parte de los samaritanos fueron deportados y cuando regresaron restablecieron el culto en Garizim. Reconstruyeron el Templo del lugar en el siglo V a. C. pero fue destruido en el 128 a. C. por el monarca judío Juan Hircano, hijo de Simón Macabeo. 
Su ciudad sagrada es Nablus, antiguamente llamada Siquem o Sicar, donde según el Génesis, Jacob erigió un altar a Dios y fue entregada por él (Génesis 48:22) como herencia a su hijo predilecto, José y allí fue sepultado este (Josué 24:32). Durante el Pésaj los samaritanos hacen sacrificios en el Monte Guerizín junto a Nablus, porque de acuerdo con el Pentateuco Samaritano (Deuteronomio 27:4) ese es el monte sagrado.
Los samaritanos solamente aceptan a Moisés como único profeta y no reconocen la tradición oral del Talmud, el libro de los Profetas ni el de los Escritos porque se guían exclusivamente por los cinco libros de la Torá. Usan un código llamado Hillukh que trata de aplicar la Torá a la vida social. 
Generalmente los samaritanos son educados por sus rabinos (llamados "Cohanim", plural de "Cohén") como parte del pueblo hebreo pero no del pueblo judío.

## Era Moderna

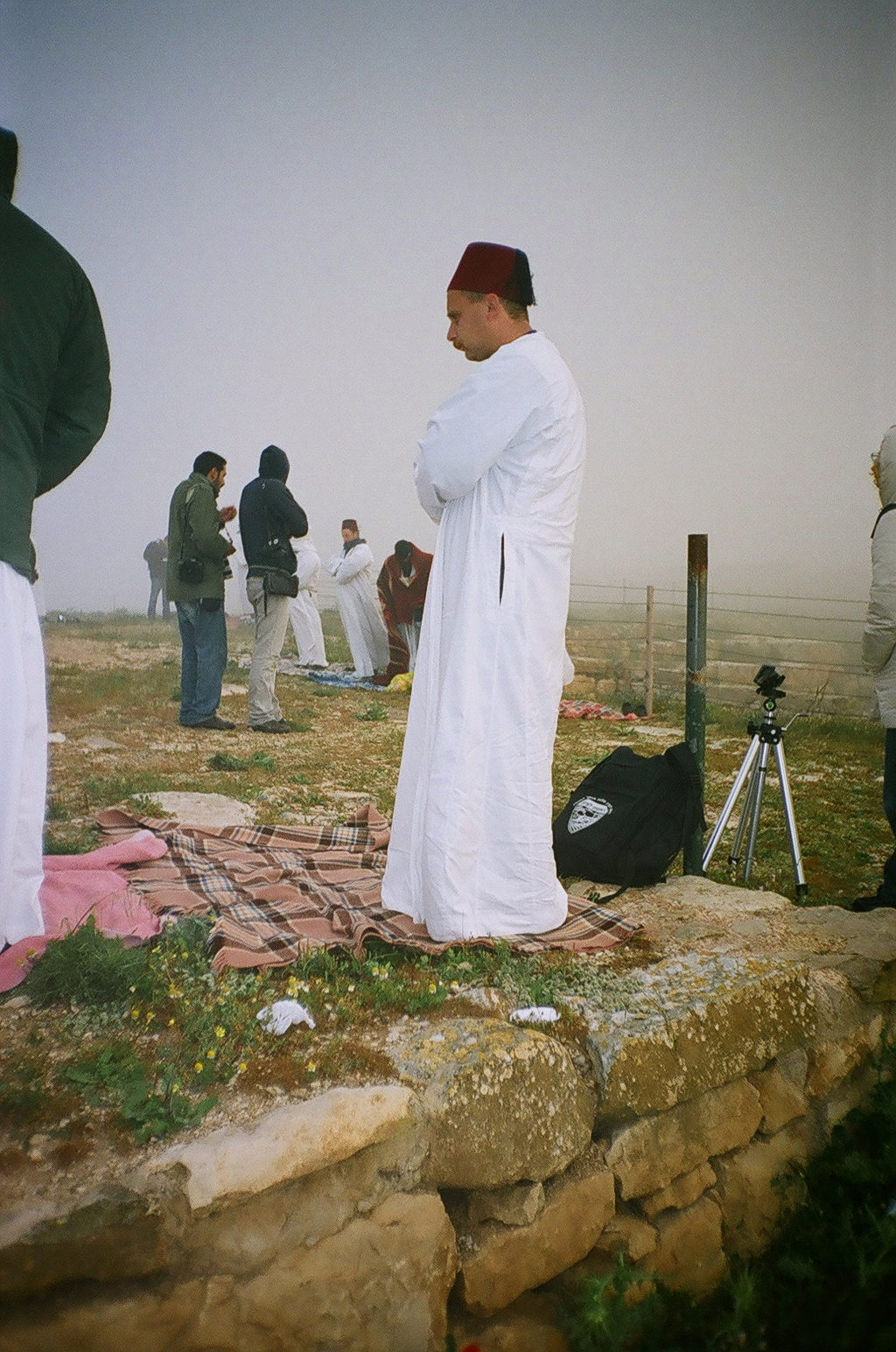
Samaritano en el Monte Gerizim durante la celebración del Pésaj en 2006.

La población actual de samaritanos es de 820 (2019), divididos en su sagrado Monte Guerizín y Jolón cerca de Tel Aviv, donde tienen su barrio llamado Nevé-Pinjás.  Hasta los años 1980, la mayoría de los samaritanos vivía en la ciudad de Nablus bajo el Monte Garizim.  
En 1954, el segundo presidente israelí, Yitzhak Ben-Zvi, creó la comunidad samaritana en Jolón. Los samaritanos generalmente no quieren tomar parte en el conflicto entre palestinos e israelíes.
Debido a su población reducida, a su endogamia y a su negativa a aceptar conversos, los samaritanos han tenido problemas de enfermedades genéticas. Solo en tiempos recientes han aceptado que los hombres de la comunidad se casen con mujeres no samaritanas (judías). 
Los samaritanos en el Monte Guerizín hablan el árabe como primer idioma y el hebreo moderno como segundo. La mayoría de los samaritanos de Jolón (especialmente las generaciones jóvenes) tienen al hebreo como su lengua materna, aunque también entienden el árabe. El hebreo samaritano y el arameo samaritano son utilizados en la liturgia y no se hablan en la vida cotidiana.

## Samaritanos en el Nuevo Testamento
En el Nuevo Testamento hay varios episodios referidos a samaritanos. En la parábola del "buen samaritano" (Lucas 10:25-37) se explica la importancia del amor al prójimo basándose en las diferencias religiosas entre judíos y samaritanos. En el episodio de la "mujer samaritana" (Juan 4:5-42) se menciona que aunque en esa época los judíos no se trataban con los samaritanos, Jesús le pide agua a una samaritana que se convierte en activa predicadora de su mensaje. Hechos 8:4-19 se refiere a la exitosa difusión del cristianismo en Samaria a partir de la predicación de Felipe el Diácono y luego de Pedro y Juan. En Lucas 17:16, un leproso de un grupo de 10 que fueron curados, regresó a glorificar a Dios postrándose ante Jesús, fue el único que lo hizo, y el texto señala que "este era samaritano". Por lo tanto, es referencia que esta tribu, rechazada por la élite intelectual y religiosa del pueblo judío, tenía un sentido más humanitario y compasivo que los judíos. 
Es posible que una temprana conversión al cristianismo de grupos samaritanos haya sido una de las causas de la reducción del número de samaritanos. Sin embargo para el siglo VI, cuando el emperador Justiniano I hizo construir en el monte Garizim una iglesia rodeada por un muro, aún había suficientes samaritanos como para rebelarse en el año 529, bajo la dirección de Juliano ben Sabar, contra la usurpación de la montaña sagrada.